# Liste der Baudenkmäler in Eching (Landkreis Freising)

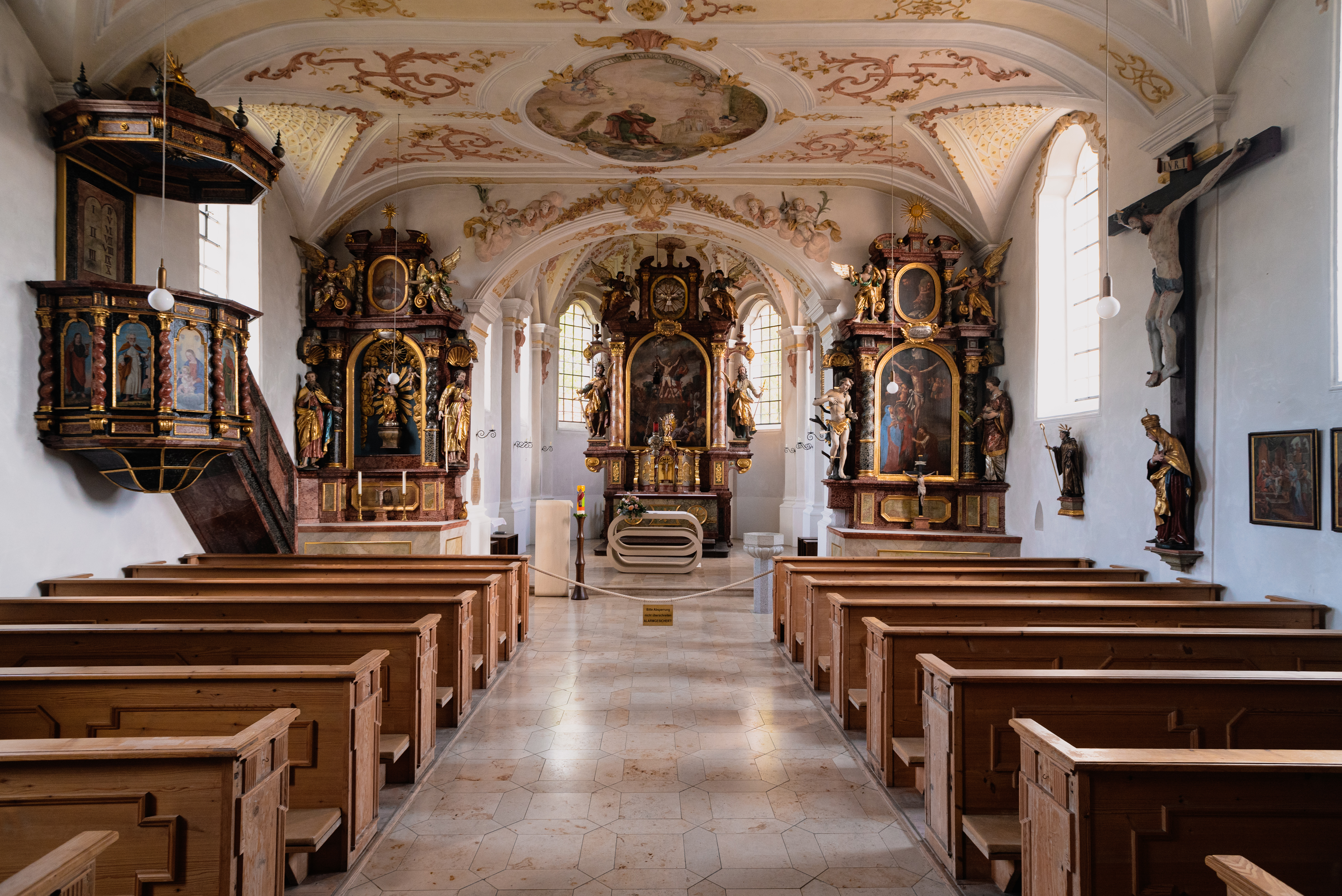
Innenraum von St. Andreas in Eching

Auf dieser Seite sind die Baudenkmäler in der oberbayerischen Gemeinde Eching zusammengestellt. Diese Tabelle ist eine Teilliste der Liste der Baudenkmäler in Bayern. Grundlage ist die Bayerische Denkmalliste, die auf Basis des Bayerischen Denkmalschutzgesetzes vom 1. Oktober 1973 erstmals erstellt wurde und seither durch das Bayerische Landesamt für Denkmalpflege geführt wird. Die folgenden Angaben ersetzen nicht die rechtsverbindliche Auskunft der Denkmalschutzbehörde.

## Baudenkmäler nach Ortsteilen

### Eching
| Lage                              | Objekt                              | Beschreibung | Akten-Nr.    | Bild           |
| --------------------------------- | ----------------------------------- | --- | ------------ | -------------- |
| Untere Hauptstraße 3 a (Standort) | Katholische Pfarrkirche St. Andreas | Frühmittelalterlicher Saalbau mit eingezogenem Polygonalchor und angefügter Sakristei, Langhaus 12. Jahrhundert, im 13. Jahrhundert erhöht und erweitert, im 15. Jahrhundert Chor und vorgestellter Westturm erbaut, 1734 barockisiert; mit Ausstattung Friedhof mit Grabsteinen des 19./20. Jahrhundert Friedhofsmauer | D-1-78-120-1 | weitere Bilder |
| Osterhärde (Standort)             | Gedenkstein                         | Gedenkstein in der Garchinger Heide zur Erinnerung an einen Jagdunfall, Sandsteinstele errichtet 1908 | D-1-78-120-2 | Gedenkstein    |

### Dietersheim
| Lage                         | Objekt                                           | Beschreibung | Akten-Nr.    | Bild           |
| ---------------------------- | ------------------------------------------------ | --- | ------------ | -------------- |
| Hauptstraße 30 (Standort)    | Ehemalige Hofkapelle der Gutshofanlage Marienhof | Kleiner neubarocker Saalbau mit geschweiftem Giebel und Dachreiter, 1923; mit Ausstattung | D-1-78-120-3 | weitere Bilder |
| Karl-Kneidl-Weg 3 (Standort) | Katholische Filialkirche St. Johannes der Täufer | Kleiner gotisierender Saalbau mit polygonalem Chorabschluss, angefügter Sakristei und Westturm, erbaut 1870/71; mit Ausstattung Leichenhaus, Putzbau mit Flachsatteldach und Arkadenvorhalle, um 1880/90 | D-1-78-120-4 | weitere Bilder |

### Günzenhausen
| Lage                     | Objekt                                  | Beschreibung | Akten-Nr.    | Bild           |
| ------------------------ | --------------------------------------- | --- | ------------ | -------------- |
| Kirchstraße 4 (Standort) | Katholische Filialkirche St. Laurentius | Mittelalterlicher Saalbau mit polygonalem Chorabschluss und Chorflankenturm mit Zwiebelhaube, im Kern 15. Jahrhundert, Turm bezeichnet mit 1590, 1739 barockisiert; mit Ausstattung | D-1-78-120-5 | weitere Bilder |

### Hollern
| Lage               | Objekt                      | Beschreibung                                                        | Akten-Nr.    | Bild                        |
| ------------------ | --------------------------- | ------------------------------------------------------------------- | ------------ | --------------------------- |
| Lohfeld (Standort) | Gutskapelle von Gut Hollern | Kleiner Putzbau mit Apsis, aus Angst vor den Husaren 1704 errichtet | D-1-78-120-7 | Gutskapelle von Gut Hollern |

### Ottenburg
| Lage                           | Objekt                                      | Beschreibung | Akten-Nr.     | Bild                               |
| ------------------------------ | ------------------------------------------- | --- | ------------- | ---------------------------------- |
| Moosachstraße 1 (Standort)     | Ehemalige Mühle                             | Stattlicher Bau mit Halbwalmdach, wohl um 1800 | D-1-78-120-8  | BW                                 |
| Nähe Weinbergstraße (Standort) | Kapelle auf dem Schloßberg                  | Historisierender Saalbau mit Dachreiter, erbaut 1845; mit Ausstattung | D-1-78-120-10 | Kapelle auf dem Schloßberg         |
| Schloßberg 1 a (Standort)      | Ehemalige Burg und Hofmarkschloss Ottenburg | Letzter Rest der 1803 teilweise abgerissenen Burg, jetzt spätklassizistischer Walmdachbau des 19. Jahrhunderts, im Kern Mitte 12. Jahrhundert, Umbau zum fürstbischöflichen Lustschloss Ende 17. Jahrhundert | D-1-78-120-9  | weitere Bilder                     |
| Weinbergstraße (Standort)      | Bildstock, sogenannte Nepomuksäule          | Gemauerter und ziegelsichtiger Pfeiler mit Nepomukstatue, bezeichnet mit 1865 | D-1-78-120-12 | Bildstock, sogenannte Nepomuksäule |
| Weinbergstraße 18 (Standort)   | Ehemaliger Einfirsthof                      | Erdgeschossiger Mitterstallbau mit Greddach, 1865 | D-1-78-120-11 | Ehemaliger Einfirsthof             |